# حمى الذهب (فلم)
حمى الذهب أو الهجوم على الذهب (بالإنجليزية: The Gold Rush)، وهو فيلم كوميدي أمريكي صامت من عام 1925، أنتاج وإخراج وبطولة تشارلي تشابلن في دور المتشرد. ومثل في الفيلم أيضا نجوم مثل جورجيا هيل، ماك سوين، توم موراي، هنري بيرغمان، ومالكوم ويت.
قال تشابلن عدة مرات بأن هذا كان الفيلم الذي أراد أن يتذكره الناس به
مع أنه كان فيلما صامتا، فقد ترشح لجوائز أكاديمية عن أفضل تسجيل صوتي. في عام 1953، دخل الفيلم في إطار الملكية العامة (في الولايات المتحدة) بسبب عدم تجديد القائمين لتسجيل حقوق النشر في السنة الثامنة والعشرين بعد النشر. تحمل إم كي تو إديشن وأفلام وارنر المنزلية حقوق توزيع دي في دي حاليا. كما أعلنت مجموعة كريتريون مؤخرا عن إصدار طبعة بلو راي.

## القصة
الصعلوك (تشارلي تشابلن) يسافر إلى يوكون للاشتراك في حمى الذهب في كلوندايك. يحاصره الطقس السيئ في كوخ بعيد مع منقب عثر على منجم كبير من الذهب (ماك سوين) ومجرم فار (توم موراي)، ثم يفترقون بعدها، ويتقاتل المنقب والمجرم على اكتشاف المنقب، ينتهي بتلقي المنقب ضربة على رأسه ويسقط الهارب من جرف إلى حتفه. يجد الصعلوك نفسه في النهاية في بلدة منقبين حيث يقرر في النهاية التخلي عن التنقيب.
أصبح بعدها يعتني بكوخ منقب آخر، ووقع في حب فتاة صالون وحيدة (جورجيا هيل) واعتقد خطأ أنها وقعت في حبه أيضا. يجد نفسه مهاجما من قبل المنقب الذي التقاه سابقا، الذي أصيب بفقدان الذاكرة ويحتاج من الصعلوك أن يساعده في العثور على منجمه عن طريق عودتهم إلى الكوخ الأول.
هناك مشهد تم تعديله في إصدار العام 1942، فبدلا من أن يجد الصعلوك رسالة من جورجيا يعتقد أنها مرسلة له، فإنه يستلم في الحقيقة الرسالة منها. التعديل الرئيسي الآخر كان النهاية، فيها أعطى الصعلوك الذي أصبح غنيا جورجيا قبلة على متن سفينة؛ تنتهي النسخة الصوتية قبل هذا المشهد. بعدها يتشاركان لحظة رومانسية قرب البيت القديم.

## طاقم التمثيل
- تشارلي تشابلن – المتشرد (وصف باسم المنقب الوحيد)
- ماك سوين – بيغ جيم ماكاي
- توم موراي – لارسن الأسود
- مالكولم ويت – جاك كاميرون
- جورجيا هيل – جورجيا
- هنري بيرغمان – هانك كرتيس

## الخلفية
اختيرت ليتا غراي أصلا في الدور النسائي الرئيسي. تزوج تشابلن من غراي في أواسط العام 1924، وحلت محلها في الفيلم جورجيا هيل. بالرغم من أن صور غراي موجودة في الدور، فإن وثائقيات مثل «تشابلن المجهول» و«تشابلن اليوم: حمى الذهب» لا تحتوي أي لقطات لها، ما يشير إلى أن هذه اللقطات ضاعت لم تعد باقية.
حاول تشابلن تصوير العديد من المشاهد في الموقع قرب تروكي، كاليفورنيا، في أوائل العام 1924. ترك أغلب اللقطات (والتي تضمنت مطاردته عبر الثلج من قبل بيغ جيم، بدلا من مشهد المطاردة حول الكوخ كما في النسخة النهائية)، واحتفظ فقط بمشهد الفيلم الافتتاحي. وصور الفيلم على في إستوديوهات تشابلن في هوليود، حيث تم بناء مواقع متقنة تحاكي منطقة كلوندايك.
بالنسبة لإنتاج الفيلم في السلسلة الوثائقية «تشابلن المجهول»، كشفت هيل بأنها كانت معجبة بتشابلن منذ الطفولة وأن المشهد النهائي للنسخة الأصلية، الذي يقبلان فيه، عكس حالة علاقتهما في ذلك الوقت (زواج تشابلن وليتا غري انهار خلال فترة إنتاج الفيلم). وناقشت هيل علاقتها مع تشابلن في مذكراتها «تشارلي تشابلن: الاقتراب الحميم».
حقق الفيلم نجاحا كبيرا في الولايات المتحدة وحول العالم. هو الخامس بين أعلى الأرباح لفيلم صامت في تاريخ السينما، وجمع في أكثر من 4.25 مليون دولار في شباك التذاكر في عام 1926، والأعلى بين أفلام الكوميديا الصامتة. أعلن تشابلن في وقت إصداره بأن هذا كان الفيلم الذي أراد أن يتذكره الناس به.

## إعادة الإنتاج عام 1942

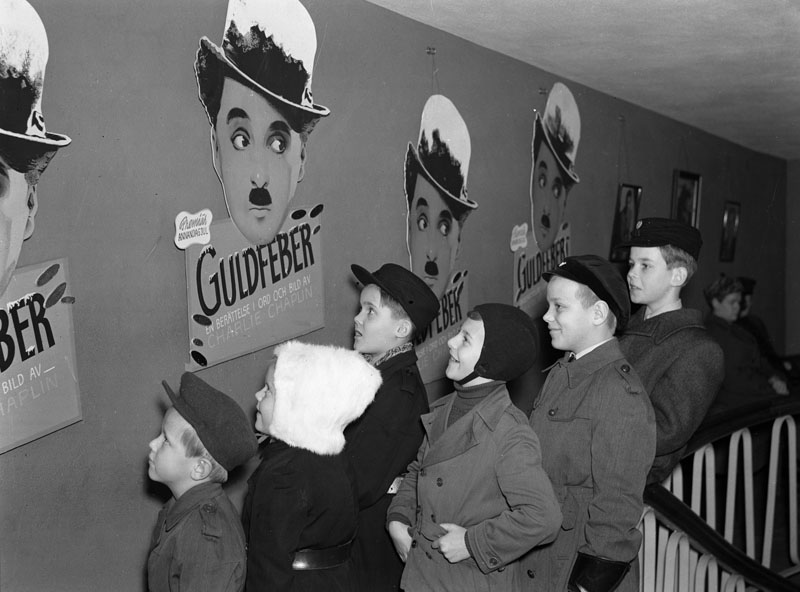
أطفال سويديون يقفون أمام ملصقات للفيلم بصالة سينما في ستوكهولم عام 1942

في عام 1942، أصدر تشابلن نسخة جديدة من حمى الذهب، حيث أخذ نسخة العام 1925 الأصلية الصامتة ووضع عليها موسيقى تصويرية، وأضاف رواية للفيلم سجلها بنفسه، وقلص اللقطات وخفض زمن عرض الفيلم بعدة دقائق. كما نقص طول الفيلم أيضا بعرضه بالسرعة الصحيحة، وبمعنى آخر يعرض 24 إطار بالثانية؛ مثل أكثر الأفلام الصامتة التي صورت أصلا وعرضت في سرعة أبطأ. كذلك غير تشابلن بعض نقاط القصة. فإضافة لإزالة القبلة في النهاية، قام بإزالة حبكة ثانوية وفيها يتعرض تشارلي للخداع ليظن أن جورجيا تحبه في حيلة دبرها جاك عشيق جورجيا.
الموسيقى الجديدة من ألحان ماكس تير والتسجيل الصوتي من قبل جيمس فيلدز رشحا لجوائز الأكاديمية في 1943.
كان حمى الذهب أول أفلام تشابلن الصامتة التي تحول إلى نسخة صوتية بهذه الطريقة. وكما أظهر في إصدار دي في دي عام 2003، حفظت النسخة المعدلة من حمى الذهب أيضا أغلب اللقطات من الفيلم الأصلي، حتى أن نسخة دي في دي المعادة لفيلم العام 1925 تظهر تآكلا ملحوظة للصورة والإطارات المفقودة.

## استقبال النقاد
في إصدار العام 1925 الأصلي، لقى الفيلم استحسانا بين عموم النقاد. كتب موردونت هول في نيويورك تايمز:
في معرض بروكسل العالمي عام 1958، صنفه النقاد كثاني أعظم فيلم في التاريخ، بعد فيلم آيزنشتاين، المدمرة بوتمكين. وفي عام 1992 اختير الفيلم للحفظ في مكتب تسجيل الفيلم الوطني الأمريكي في مكتبة الكونغرس لما له من «أهمية ثقافية وتاريخية وجمالية».

## في الثقافة الشعبية

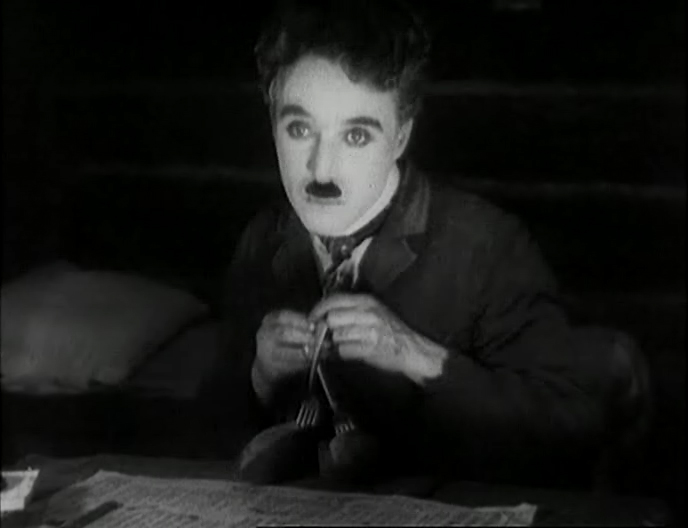
رقصة لفافة الخبز

«رقصة لفافة الخبز» التي أداها الصعلوك تعتبر أحد أكثر المشاهد البارزة في تاريخ الأفلام، بالرغم من أن روسكو آرباكل قام بشيء مماثل في فيلم 1917، البيت العنيف الذي شارك في تمثيله باستر كيتون. وتم تكريم المقطع من قبل كيرلي هوارد في فيلم المهابيل الثلاثة للعام 1935 «باردون ماي سكوتش». كما قلدها روبرت داوني جونير في عندما لعب دور تشارلز تشابلن في فيلم تابلين عام 1992، وشخصية جوني ديب في فيلم 1993 بيني وجون، والجد أبراهام سيمبسون في حلقة عائلة سيمبسون «حبيب السيدة بوفييه» عام 1994 وشخصية أيمي أدامز في فيلم ذا مابيتس.

## تكريمات معهد الفيلم الأمريكي
- 1998 AFI 100 سنة. . . 100 فيلم #74
- 2000 AFI 100 سنة. . . 100 ضحكة #25
- 2007 AFI 100 سنة. . . 100 فيلم (إصدار الذكرى العاشرة) #58